# Glacier Columbia (Alaska)
Pour les articles homonymes, voir Columbia.
Le glacier Columbia est un glacier côtier d'Alaska aux États-Unis situé dans la région de recensement de Valdez-Cordova. Long de 51 km, il s'étend depuis les montagnes Chugach jusqu'à la baie du Prince-William à 45 km de Valdez.
Son nom lui a été donné par l'expédition Harriman en 1899.